# Discographie de DJ Arafat
 (octobre 2024).
Ange Didier Houon (26 janvier 1986 12 août 2019), mieux connu sous le nom de DJ Arafat, Arafat Muana et d'autres pseudonymes, était un Disk Joker et chanteur ivoirien qui a marqué le genre Coupé-Décalé. Ses titres emblématiques incluent Dosabado, Kpangor, Zoropoto, Enfant Beni et Moto, Moto. Il a rencontré un grand succès en Afrique francophone et est récompensé en 2016 et 2017 du prix du  meilleur artiste de l'année  lors des Prix Coupé-Décalé.

## Discographie

### Albums
| Année | Titre              | Étiquette               |
| ----- | ------------------ | ----------------------- |
| 2003  | Goudron noir       | Musique Obouo           |
| 2005  | Femmes             | Musique Obouo           |
| 2009  | Don de Dieu        | Musique Obouo           |
| 2010  | Gladiateur         | Nouvelle Donne          |
| 2011  | La Fête des Fêtes  | Musique Obouo           |
| 2012  | Baisboula Aréguéde | Musique du monde        |
| 2012  | Kpankaka           | Obouo Productions       |
| 2013  | Chebeler           | Musique Obouo           |
| 2013  | Yorogang Vol. 1    | Akwaba                  |
| 2013  | Yorogang Vol. 2    | Akwaba                  |
| 2017  | Yorogang           | Société Monstre Marin   |
| 2018  | Renaissance        | Universal Music Afrique |

### Singles
- 2003 : Hommage A Jonathan (avec Mulukuku DJ)
- 2008 : African Tonik avec Mokobé, Mohamed Lamine et Mory Kante
- 2009 :Gladiateur
- 2010 : Sao Tao et Lil Wayne  (avec Yvan Trésor)
- 2010 : Hymne officiel des Eléphants pour Pied d'Orange
- 2010 : Numérique
- 2014 :  Gbinchin Pintin
- 2014 : 2 Matin 3 le Soir
- 2014 : Yele Lele
- 2016 :  Agbangnan
- 2016 : Mouvement Patata
- 2016 : Eto'o Fils
- 2016 : Je gagne du temps
- 2016 : Maplorly
- 2017 : Enfant béni
- 2017 : Faut Chercher Pour Toi
- 2018 : Dosabado
- 2018 : Tapis Vélo Afro Trap
- 2019 : Moto Moto
- 2020 : Kong [1]

### Collaborations musicales
| Year | Title                 | Collaborators                          | Album                       |
| ---- | --------------------- | -------------------------------------- | --------------------------- |
| 2003 | Atalaku               | DJ Jacob and DJ Arsenal and Gadji Celi | —                           |
| 2003 | Boucan                | Molare & DJ Lewis                      | Boucan                      |
| 2005 | On va sauter          | —                                      | Grand Maquis                |
| 2006 | Pipo                  | DJ Caloudji DJ TV5 & Serpent noir DJ   | Mister Black Hits           |
| 2006 | Mastiboulance         | Papa Ministre and DJ Lewis             | —                           |
| 2006 | Tu fais malin         | Erickson Le Zulu                       | Africa wanted Vol. 3        |
| 2007 | Mon ami               | DJ Rodrigue                            | —                           |
| 2008 | On aime trop ça       | Alibi Montana                          | Coupé Décalé Mania Volume 2 |
| 2008 | Kpangor reload        | Vetcho Lolas                           | —                           |
| 2009 | Reinta Fouinta        | Debordeaux Leekunfa & Claire Bailly    | —                           |
| 2009 | Lebede 2              | Debordeaux Leekunfa                    | —                           |
| 2009 | Spot 2009 (-18 ans)   | DJ Karter                              | —                           |
| 2009 | Madame Monsieur       | DJ TV3                                 | —                           |
| 2009 | Spécial Sesegnon      | Debordeaux Leekunfa                    | —                           |
| 2007 | 25 25 Arachide reload | Debordeaux Leekunfa                    | —                           |
| 2009 | Lebede 2              | Debordeaux Leekunfa                    | —                           |
| 2009 | Guedjé wan houssa     | DJ K-Lamite                            | —                           |
| 2010 | Kassamoulé            | Serges Beynaud                         | —                           |
| 2010 | Sauterelle            | Doliziana                              | —                           |
| 2010 | Zropoto 1             | Media la Fifa                          | Gladiator2555               |
| 2010 | Zropoto 2             | DJ Arafat                              | Zropoto                     |
| 2010 | Zropoto 3             | DJ Mix 1er                             | Zropoto                     |
| 2016 | Approchez Regardez    | Kiff No Beat                           | —                           |